# Pristimantis peraticus
Pristimantis peraticus är en groddjursart som först beskrevs av Lynch 1980.  Pristimantis peraticus ingår i släktet Pristimantis och familjen Strabomantidae. IUCN kategoriserar arten globalt som livskraftig. Inga underarter finns listade i Catalogue of Life.